# 后封台站
后封台站是一个京哈线上的铁路车站，位于河北省昌黎县安山乡，建于1919年，目前为四等站，邮政编码为066601。目前客运：办理旅客乘降；行李、包裹托运；货运：办理整车货物发到；不办理危险货物发到。